# Jean-Claude Mourlevat
Jean-Claude Mourlevat est un auteur français né à Ambert (Puy-de-Dôme) le 22 mars 1952. Il est particulièrement connu pour ses romans destinés à la jeunesse, pour lesquels il est multiprimé, notamment par le prix commémoratif Astrid-Lingren en 2021, prix international dont il est l'unique récipiendaire français.

## Biographie
Jean-Claude Mourlevat passe son enfance en Auvergne. En 1962, il devient interne au lycée Blaise Pascal d'Ambert où il reste jusqu'à l'obtention de son baccalauréat, il évoque par la suite cette partie de sa vie dans un roman autobiographique Je voudrais rentrer à la maison.
Il poursuit ses études supérieures à Strasbourg, Toulouse, Bonn et Paris. Il obtient le CAPES d'allemand, langue qu'il enseigne de 1976 à 1985, d'abord au collège climatique de La Bourboule, puis à Hambourg, et enfin au collège de Cany-Barville où il reste 5 ans.
Il choisit à cette époque de se consacrer au théâtre et   crée alors deux solos clownesques, joue des tours de magie  plus de 600 fois en France et un peu partout dans le monde.
Il passe ensuite à la mise en scène de pièces de Brecht, Cocteau ou Shakespeare, avant de se consacrer à l’écriture.
En 1997, il publie son premier roman Histoire de "l'enfant et de l'œuf".
Il est l'auteur entre autres de La Rivière à l'envers (2 tomes), L'Enfant Océan, La Balafre, Le Combat d'Hiver, Le Chagrin du roi mort, romans dont plusieurs sont couronnés de prix littéraires décernés par des jurys de jeunes lecteurs ou d'adultes, tels que le prix des Incorruptibles ou le prix Sorcières, qu'il a obtenus plusieurs fois. Jean-Claude Mourlevat est aujourd'hui un auteur traduit dans une vingtaine de langues, et les deux tomes de La rivière à l'envers et L'homme qui ne possédait rien sont tous les deux traduits en braille.
Son roman Terrienne a obtenu en 2011 le prix Utopiales européen jeunesse, en 2013 le prix Farniente et le prix Ados Rennes/Ille-et-Vilaine, ainsi qu'une quinzaine d'autres récompenses.
En 2013, il est ambassadeur des Pépites 2013 lors du Salon du livre et de la presse jeunesse de Montreuil (Seine-Saint-Denis), avec Catherine Meurisse comme ambassadrice.
En 2020, il est sélectionné pour la dixième année d'affilée (depuis 2011) pour le prestigieux prix international suédois considéré comme le prix Nobel de la littérature jeunesse, le prix commémoratif Astrid-Lindgren, dont il est lauréat en 2021 et le premier Français à le remporter.
De notoriété internationale, Jean-Claude Mourlevat a effectué une tournée à Seattle en 2019 et a participé au premier salon littérature jeunesse du Nord-Ouest américain, Litt. Jeunesse,, organisé à Seattle par l’association Made in France en 2021.
En 2018 il publie le roman jeunesse Jefferson, du nom du hérisson qui poursuit des enquêtes. L'ouvrage est récompensé de plusieurs prix, dont le Prix des libraires du Québec 2019 catégorie Jeunesse, et le Prix Bernard Versele 2020. Le roman est suivi en 2022 par Jefferson fait de son mieux, puis en 2023 par Jefferson se fâche.

## Œuvres

### Jeunesse
- Histoire de l'enfant et de l’œuf, 1997
- A comme voleur, 1998
- Le Jeune Loup qui n'avait pas de nom, 1998
- Kolos et les Quatre voleurs, 1998
- La Balafre, 1998
- Le Voyage de Zoé, 1999
- L'Enfant Océan, 1999
- Les Billes du diable, 2000
- Le Petit Royaume, 2000
- série La Rivière à l'envers

1. Tomek, 2000
2. Hannah, 2001

- Regarde bien, 2001
- L'Homme qui ne possédait rien, 2002
- Je voudrais rentrer à la maison, 2002
- La Ballade de Cornebique, 2003
- L'Homme à l'oreille coupée, 2003
- L'Homme qui levait les pierres, 2004
- La Troisième Vengeance de Robert Poutifard, 2004
- Sous le grand banian, 2005
- Le Combat d'hiver, 2006
- La Prodigieuse Aventure de Tillmann Ostergrimm, 2007
- Le Chagrin du roi mort[3], 2009
- Terrienne[6], 2011
- Silhouette[18], 2013
- Sophie Scholl : Non à la lâcheté, Actes Sud Junior, 2013 [présentation en ligne]
- série Jefferson, Gallimard Jeunesse

1. Jefferson[19], 2018
2. Jefferson fait de son mieux,  2022
3. Jefferson se fâche[17], 2023

- La Chambre de Jo, Gallimard Jeunesse, 2020

### Adultes
- Et je danse, aussi avec Anne-Laure Bondoux, Fleuve Editions, 2015
- Mes amis devenus, Fleuve Editions, 2017
- Et je danse, aussi, vol.2 : Oh Happy day avec Anne-Laure Bondoux, Fleuve Editions, 2020

## Quelques prix et distinctions
Jean-Claude Mourlevat a obtenu de nombreux prix littéraires, et parmi eux :
- (international) « Honour List » 2000[20] de l' IBBY pour L'Enfant océan
- Prix Sorcières 2000, pour L'Enfant océan
- Prix des incorruptibles 2000[21], pour Le Jeune Loup qui n'avait pas de nom, coécrit avec Jean-Luc Bénazet
- Prix des incorruptibles 2002[21], pour La Rivière à l'envers
- Prix Bernard Versele 2005, pour La Ballade de Cornebique
- Prix Bernard Versele 2006, pour La Troisième vengeance de Robert Poutifard
- Prix Jeunesse France Télévisions 2006, pour Le combat d'hiver
- Prix Sorcières 2008, pour Le Combat d'hiver
- Prix Ado-Lisant 2008, pour Le Combat d'hiver
- Prix des incorruptibles 2008[21], pour Le Combat d'hiver
- Prix Utopiales Européen Jeunesse 2011 pour Terrienne[7]
- Prix Lecture Lycée Talence 2012 pour Terrienne
- Prix Farniente 2013, pour Terrienne[8]
- Prix Ado-Lisant 2013, pour Terrienne
- Prix Historia du livre jeunesse 2013, pour Sophie Scholl : Non à la lâcheté[22]
- Prix des libraires du Québec 2019[15] catégorie Jeunesse pour Jefferson
- (international) « Honour List » 2020[23] de l' IBBY pour Jefferson
- Sélections de 2011 à 2020 pour le prix commémoratif Astrid-Lindgren[11]
- Prix des Incorruptibles 2020 pour Jefferson
- Prix Bernard Versele 2020[16] pour Jefferson
- Lauréat du prix commémoratif Astrid-Lindgren en 2021[24],[25].

### Décorations
- Officier de l'ordre des Arts et des Lettres (2022)[26].